# Thor (Marvel Cinematic Universe)
Thor Odinson je fiktivní postava hraná Chrisem Hemsworthem z filmové série Marvel Cinematic Universe, vycházející ze stejnojmenné postavy z komiksů Marvel Comics. Thor je ve filmech jedním z nejmocnějších Asgarďanů, starobylé mimozemské civilizace s dlouhými vazbami na Zemi, kterou lidé považují za bohy. Thor je zakládajícím a hlavním členem Avengers, ale později se připojí ke Strážcům galaxie.
Od debutu ve filmu Thor, se objevil v dalších sedmi filmech a seriálu Co kdyby…?. Měl by se objevit také v čtvrtém pokračování filmu Thor, Thor: Láska jako hrom.

## Fiktivní biografie

### Počátky a návštěva Země
V roce 2011 se Thor připravuje na nastoupení na asgardský trůn jako nástupce svého otce Odina, ale Frost Giants (v překladu Mrazivý obři) se pokusí získat artefakt zajatý Odinem před staletími. Thor odcestuje proti Odinovu rozkazu do Jotunheimu, aby se postavil vůdci Frost Giants Laufeyovi. Následuje bitva, dokud nezasáhne Odin, aby zachránil Asgarďany, čímž zničí křehké příměří mezi těmito dvěma rasami. Pro Thorovu aroganci zbaví Odin svého syna jeho moci a vyžene ho na Zem jako smrtelníka. Odin uvrhne kouzlo na Mjolnir a zajišťuje tak, že kladivem mohou vládnout pouze ti, kdo jsou toho hodni. Thor přistane v Novém Mexiku kde se setká s vědcem Erikem Selvigem, astrofyzičkou Jane Fosterovou a stážistkou Darcy Lewisovou. Thor si později vytvoří vztah s Fosterovou, ale mezitím se Loki zmocní trůnu a Sif spolu s Warriors Three najdou Thora, ale napadne je Ničitel, kterého poslal Loki, aby se Thor nevrátil. Thor je zasažen a je na pokraji smrti, ale tím dokáže to, že je hoden Mjolniru. Kladivo se proto k němu vrátí, obnoví jeho sílu a umožní mu porazit Ničitele. Thor se vrátí do Asgardu, kde bojuje s Lokim, než zničí Bifröst, aby zastavil Lokiho plány a uvízl v Asgardu. Odin chce zabránit bratrům v pádu do propasti, ale Loki tam spadne. Později si Thor s Odinem připouští, že Thor ještě není hoden být král Asgardu.

### Avengers
V roce 2012 se Thor vrací na Zemi, kde hledá Lokiho, kterého zajal Stark, Rogers a Romanovová. Thor ho odvede v naději, že ho přesvědčí, aby zrušil svůj plán, nicméně, Stark a Rogers pronásledují Thora a po krátké konfrontaci Thor souhlasí s tím, aby odvezli Lokiho na základnu S.H.I.E.L.D.u, Helikariér. Agenti včetně Bartona, kteří jsou ovládaní myslí Lokiho, zaútočí na Helikariér, vyřadí jeden z jeho motorů za letu a způsobí, že se Banner přemění na Hulka. Thor se pokusí zastavit Hulkovo řádění, ale oba jsou vyhozeni z Helikariéru, když Loki unikne. Thor se poté po svém návratu stane zakládajícím členem Avengers, aby pomohl Rogersovi, Starkovi, Bannerovi, Romanovové a Bartonovi porazit Lokiho potom co otevřel červí díru na New Yorkem. Thor a Avengers bojují proti armádě Chitauri a zachrání město. Později, když je Loki poražen, Thor spolu s ním opouští Zemi a bere s sebou Teserakt.

### Bitva s Temnými Elfy
V roce 2013, poté, co byl Nine Realms přiveden k míru, se Thor a jeho válečníci dozvědí, že Convergence of the Realms se blíží a portály spojující světy se začínají náhodně objevovat. Heimdall varuje Thora, že Jane Fosterová opustila svou vizi, což vedlo Thora, aby se vydal na Zemi. Jane nechtěně uvolní nadpozemskou sílu a Thor se s ní vrátí do Asgardu, aby jí pomohli. Odin pozná tuto sílu jako zbraň známou jako Aether a varuje, že zabije Jane a že její návrat ohlašuje katastrofické proroctví. Temní Elfové, vedeni Malekithem, zaútočí na Asgard a hledají Jane. Thorova matka Frigga je zabita při ochraně Jane, ale Malekith je nucen uprchnout. Proti Odinovým rozkazům zůstat v Asgardu Thor neochotně osvobodí Lokiho, který zná tajný portál do Svartalfheimu, domova Temných Elfů. Na oplátku mu Thor slíbí, že bude moct bojovat a pomstít jejich matku. Ve Svartalfheimu Loki přiměje Malekitha, aby vytáhl Aether z Jane, ale Thorův pokus zničit látku selže. Malekith splyne s Aetherem a odejde ve své lodi, protože Loki je smrtelně zraněn. Thor nakonec porazí Malekitha v bitvě v Greenwich a vrátí se do Asgardu, aby odmítl Odinovu nabídku na trůn. Thor se poté vrátí na Zemi a znovu se sejde s Jane.

### Bitva v Sokovii
V roce 2015 zaútočili Thor a Avengers na základnu Hydry v Sokovii, kde našli Lokiho žezlo. Když se Avengers vrátí zpátky na základnu, odhalí Stark svůj plán Bannerovi a to dokončit Starkův globální obranný program, Ultrona. Poté, co Avengers uspořádají slavnostní večírek zaútočí Ultron na Avengers, než unikne pryč s žezlem. Tým sleduje Ultrona v Johannesburgu, ale Wanda Maximovová je zmate svými schopnostmi. V návaznosti na to odejde Thor a ostatní do Bartonova domu, aby se vzchopili, ale Thor je opustí, aby se poradil se Selvigem o významu apokalyptické budoucnosti, kterou viděl ve své halucinaci. Thor se vrátí zpět a zjistí, že Stark tajně nahrál J.A.R.V.I.S.e do syntetického těla. Thor mu ho následně pomůže aktivovat, aby jim Vision pomohl a ochránil Kámen který má v hlavě. Thor a tým se vrátí do Sokovie, kde se účastní závěrečné bitvy proti Ultronovi a porazího. Později, v nové základně Avengers, říká Thor Rogersovi a Starkovi, že odchází zpět do vesmíru, aby se dozvěděl více o kamenech, o kterých měl halucinace.

### Zničení Asgardu
V roce 2017 je Thor uvězněn během pátrání po kamenech nekonečna v Muspelheimu, kde bojuje se svým věznitelem Surturem. Surtur tvrdí, že zničí Asgard, jako je to v proroctví Ragnarok, když bude jeho koruna umístěna do Věčného plamene v Odinových trezorech. Thor porazí Surtura a získá korunu v domnění, že zabránil Ragnaroku. Po návratu do Asgardu najde Thor Lokiho, který je stále naživu a vydává se za Odina. Vezme Lokiho zpět na Zemi do New Yorku a s pomocí doktora Strange najdou umírajícího Odina, který jim vysvětlý, že jeho smrt umožní jeho prvorozenému dítěti, Hele, uniknout z vězení, ve kterém byla dlouho zavřena. Chvíli po Odinově smrti se Hela objeví, zničí Mjölnir a donutí Thora a Lokiho použít Bifröst pro útěk. Thor nouzově přistane na planetě Sakaar, kde je zajat Valkýrou, bývalým členem starověkého asgardského řádu Valkýr poraženého Helou. Po boji s Hulkem, šampiónem velmistra, Thor najde Quinjet, který přivedl Hulka na Sakaar. Nahrávka Romanovové z roku 2015 pomůže Hulkovi přeměnit se zpět na Bannera a poté, co přesvědčí Valkýru a Lokiho, aby jim pomohli, uniknou červí dírou do Asgardu, ale ne dříve, než Loki opět zradí svého bratra, a zůstane tak na Sakaaru. Uprostřed bitvy s Helou se Loki vrátí. On a Heimdall pomáhají Asgarďanům utéct do lodi. Thor čelí Hele, ztratí oko, ale díky vidění Odina si uvědomí, že ji může zastavit pouze Ragnarok. Loki umístil Surturovu korunu do Věčného plamene a Surtur ničí Asgard a Helu. Thor, korunovaný král, se rozhodne vzít svůj lid na Zemi, ale jsou zachyceni Thanosovou válečnou lodí.

### Infinity War
Na zničené lodi, kterou obsadil Thanos, je Thor ohrožen díky Kameni moci, který Thanos použije aby trpěl, dokud mu Loki nedá Kámen prostoru. Poté, co je Loki zabit Thanosem, Thor sevře tělo svého bratra, když Thanos vyhladí celou loď a nechá Thora zemřít v otevřeném vesmíru. Thora ale zachrání Strážci galaxie a ten jim poté vypráví o Thanosově snaze najít Kameny nekonečna. Poté odchází ve vesmírném modulu s Rocketem a Grootem na planetu Nidavellir, kde najdou trpasličího krále Eitriho. Všichni čtyři společně vytvoří Stormbreaker, mocnou sekeru, která dává Thorovi sílu a navíc s ní může otevřít i Bifröst. Thor se transportuje spolu s Rocketem a Grootem do Wakandy, aby pomohl Avengers a wakandské armádě v boji proti armádě Outriders. Thor je schopen porazit zbývající Outriders a použije Stormbreaker k vážnému poranění Thanose. Přestože je Thanos zraněn, aktivuje rukavici nekonečna, luskne prsty a teleportuje se pryč. Thor se zhrozeně dívá na všechny, kteří se rozpadají.

### Zvrácení Probliku
Thor se spolu s přeživšími Avengers vrátí zpět na základnu Avengers. O tři týdny později jde Thor s Rogersem, Romanovovou, Bannerem, Rhodesem, Rocketem, Danversovou a Nebulou do vesmíru, aby opět bojovali proti Thanosovi. Poté, co zjidtí, že Kameny byly zničeny, Thor usekne Thanosovu hlavu. V letech 2018 až 2023 Thor shromáždí zbývající Asgarďany v norském Tønsbergu, kde vytvoří kolonii nazvanou Nový Asgard, a stal se z něj obézní alkoholik s nadváhou a těžkou PTSD a depresí. V roce 2023 dorazí Rocket a Banner do Nového Asgardu a naléhají na Thora, aby se vrátil k Avengerům. Thor se vrátí do základny, aby se znovu spojil s Avengers a dozví se o plánu cestování časem prostřednictvím kvantové říše. On a Rocket cestují časem do Asgardu v alternativním roce 2013, kde se setká s alternativní matkou Friggou a znovu získá Mjolnir. Poté, co Banner obrátí Problik, zaútočí na základnu alternativní verze Thanose a následuje boj mezi ním, Thorem, Starkem a Rogersem. Během boje Thor s potěšením vidí, že Rogers je schopen ovládnout Mjolnir. Poté, co dorazí obnovení Avengers, Strážci Galaxie, wakandská armáda a další, Thor se zúčastní závěrečné bitvy proti Thanosovi a jeho armádě. Nakonec se Stark obětuje, aby vyhráli. Poté se Thor zúčastní Starkova pohřbu a vrátí se do Nového Asgardu, kde udělá z Valkýry vůdce Nového Asgardu, než odletí pryč se Strážci galaxie.

## Alternativní verze

### Ztráta Teseraktu
V alternativním roce 2012 Thor a Avengers zvítězí nad Lokim během bitvy o New York. Když však Tony Stark a Scott Lang z roku 2023 přicestují v čase, aby ukradli Teserakt, způsobí, že Stark z 2012 má srdeční dysrytmii. Thor z 2012 použije Mjolnir k záchraně života Starkova života, ale nechá kufřík s Teseraktem bez dozoru, načež Loki Teserakt použije a teleportuje se pryč.

### Throg
V alternativní realitě je proměněn Thor na žábu a poslán TVA do Voidu. Tato Thorova verze je označená jako „Throg“.

### Co kdyby…?

#### Smrt Avengers
V alternativním roce 2011, při hledání Mjolniru v zařízení S.H.I.E.L.D.u je Thor po svém vyhoštění z Asgardu zastřelen Clintem Bartonem nešťastnou náhodou, i když se později ukázalo, že za jeho smrt může Hank Pym.

#### Thorova párty
V alternativním roce 2011 je Thor vychován jako jedináček, protože Odin vrátil Lokiho zpět Laufeymu a vyrostl tak v bouřlivého prince, který nejraději tráví čas na večírcích. Zatímco Odin upadá do spánku a Frigga navštíví své sestry, Thor uspořádá velkou intergalaktickou párty na Zemi v Las Vegas. V reakci na to ředitelka S.H.I.E.L.D.u, Maria Hillová, povolá na pomoc Danversovou, ale Thor odmítá odejít a oba se pustí do bitvy. Thor porazí Danversovou a pokračuje ve večírcích. Thor se také seznámí s Jane Fosterovou a naváže s ní romantický vztah. Zatímco je na večírku, Jane konzaktuje Friggu, aby ukáznila Thora. Thor je upozorněn na nadcházející příchod Friggy a zastrašuje své návštěvníky večírku, aby uklidili škody, které způsobili, když se zmíní, že Frigga přichází. Po příchodu Friggy však přijde Ultron.
Když Thor bojuje s Ultronovými hlídkami, je Watcherem rekrutován do Strážců multoversa, aby Ultrona porazil. Během pobytu v jiném vesmíru Thor upozorní Ultrona na jejich přítomnost. K týmu se připojí Romanovová, tým bojuje s Ultronem a podaří se mu ho porazit a Thor se vrátí do své reality a setká se s Fosterovou.

#### Ultronova výhra
V alternativním roce 2015 je Thor spolu se Starkem, Rogersem a Bannerem zabit Ultronem, který úspěšně nahrál své vědomí do nového vibraniového těla.

## Výskyt

### Filmy
- Thor
- Avengers
- Thor: Temný svět
- Avengers: Age of Ultron
- Doctor Strange (potitulková scéna)
- Thor: Ragnarok
- Avengers: Infinity War
- Avengers: Endgame
- Thor: Láska jako hrom

### Seriály
- Co kdyby…? [13]